# Bembidion geniculatum
Bembidion geniculatum es una especie de escarabajo del género Bembidion, familia Carabidae. Fue descrita científicamente por Heer en 1837.
Habita en Albania, Austria, Bosnia y Herzegovina, Bulgaria, Croacia, Chequia, Islas Feroe, Francia, Alemania, Gran Bretaña, Grecia, Islandia, Irlanda, Italia, Macedonia, Moldavia, Rumania, Serbia, Eslovaquia, Eslovenia, España, Suiza, Turquía y Ucrania.